# لزبیم
شهر لزبیم (به فرانسوی: Les Abymes) در شهرستان جزیره گوادلوپ در ناحیه جزیره گوادلوپ با جمعیت ۶۰٬۰۵۳ نفر در کشور فرانسه واقع شده‌است.